# 英属印度诸省
在印度次大陆，历史上官方根据统治的需要以“省（和管轄區）”（Presidencies and provinces）名作为一级行政区存在的时间，从1858年英国东印度公司开始，到1950年印度宪法颁布生效不到一百年。1947年印度独立，印巴分治分治后，在印度共和国，作为一级行政区存在的时间仅三年，其区划调整幅度不大，之后撤省建立邦和中央直辖区，故实际上在印度共和国，省仅为英属印度时期的行政区划。在巴基斯坦，其直属中央政府的一级行政区一直沿用原有省名，区划调整不大。
自1612年英国在苏拉特建立第一个贸易据点开始，整个17世纪英国人控制了扩展到占据印度次大陆三个沿海海岸，包括孟买、金奈和加尔各答，这三个城市都是当时的东印度公司（即之后的英属印度）管辖区（或称省）的行政中心，三大管区均设有行政长官即省长，其中孟加拉省（孟加拉管区）省长成为后来的印度总督。这些省份都是通过战争手段扩大的领土，19世纪中叶推行所谓的“无嗣失权”（Doctrine of lapse）政策，印度总督在土邦王公去世没有直系继承的情况下，获得部分土地，至此英属印度诸省覆盖约印度次大陆一半的面积，区内人口达到次大陆人口60％。这些地区具体由总督指定的省长、副省长、高级专员、专员和行政官员领导，接受英国为宗主国的当地王公继续实行自治的土邦制度。
英屬印度由下劃分，可以分為印度諸土邦（Princely States）、管轄區（Presidencies）和直轄區（Admistrative divisions）三行政區劃。從初成立的1612年至1947年，此間英殖民政府對行政區劃的劃分可以粗略分為三個時期：
- 貿易時期，即1612年至1757年間。當時的東印度公司主要在印度進行商業行動，英東印度公司在印度沿海地區多建立貿易站（英语：Factory (trading post)）為方便當地貿易據點的管理，通常貿易站點必須由馬拉塔國王或土邦國王的許諾才能開設。在同時期到來的葡萄牙、丹麥、荷蘭、法國、瑞典等歐洲國家所派遣的特許公司也相繼在印度沿海地區開設貿易站。

1. 同時期由英人發展起來的印度沿海城市就有：馬德拉斯、孟買和加爾各答。

- 公司治理時期，即1757至1858年間，東印度公司逐漸蠶食印度諸邦，實際統治全印度諸邦，該時期所設立的一級行政區被稱作「管轄區」（Presidencies），該時期的東印度公司由於備受英政府的監督，因此是名存實亡的狀況，與英國王室共享主權，也逐漸失去商業特權。
- 英王直轄時期，即1858年至1947年間，隨著1857年印度起義後莫臥兒帝國滅亡，東印度公司將將所剩無幾的權利轉交英國王室。1858年始印度存於英王直轄，號「印度帝國」（Indian Empire），尚存的「管轄區」（Presidencies）則有些轉劃為「行省」（Provinces）或原來的「土邦」（Princely States）仍存。

此外，英屬印度治下還存有各土邦，仍由原酋長統治，但到19世紀，它們已歸屬英國宗主權，實際成爲英國的保護國，名存實亡。1947年印度獨立，根據當時的統計共有565個土邦。

## 沿革

### 公司治理時期 (1793年—1858年)
英東印度公司成立於1600年12月31日，與印度諸土邦建立關係並利益英人的貿易活動。公司分別於1611年與東海岸默蘇利珀德姆（Masulipatam）及西海岸蘇拉特（Surat）當地土酋達成關係，並在1639年於馬德拉斯（Madras）建立貿易站。1661年，葡萄牙將葡屬印度孟買的部分殖民地割讓予英國示作凱瑟琳公主的嫁妝，英國王室則將孟買交付東印度公司代管。
同時在印度東海岸，在獲得莫臥兒皇帝沙賈汗在孟加拉一帶進行貿易活動的許可後，東印度公司即於1640年在胡格利建立第二所貿易站。月半個世紀後，時任莫臥兒皇帝奧朗則布則以公司逃稅為由收回成命，原胡格利主政者約伯·查諾克即於1686年在胡格利河下游地區重建貿易站，1690年該市開埠，正式命名為加爾各答（Calcutta），此後成為該公司在殖民和治理印度諸邦的總部，即直轄首都。18世紀中葉，在英東印度公司在印度沿岸地區建立了多個貿易站和碉堡，分別為：聖喬治堡轄區（Presidency of Fort St. George）、孟买管辖区（Presidency of Bombay）和威廉堡轄區（Presidency of Fort William）。

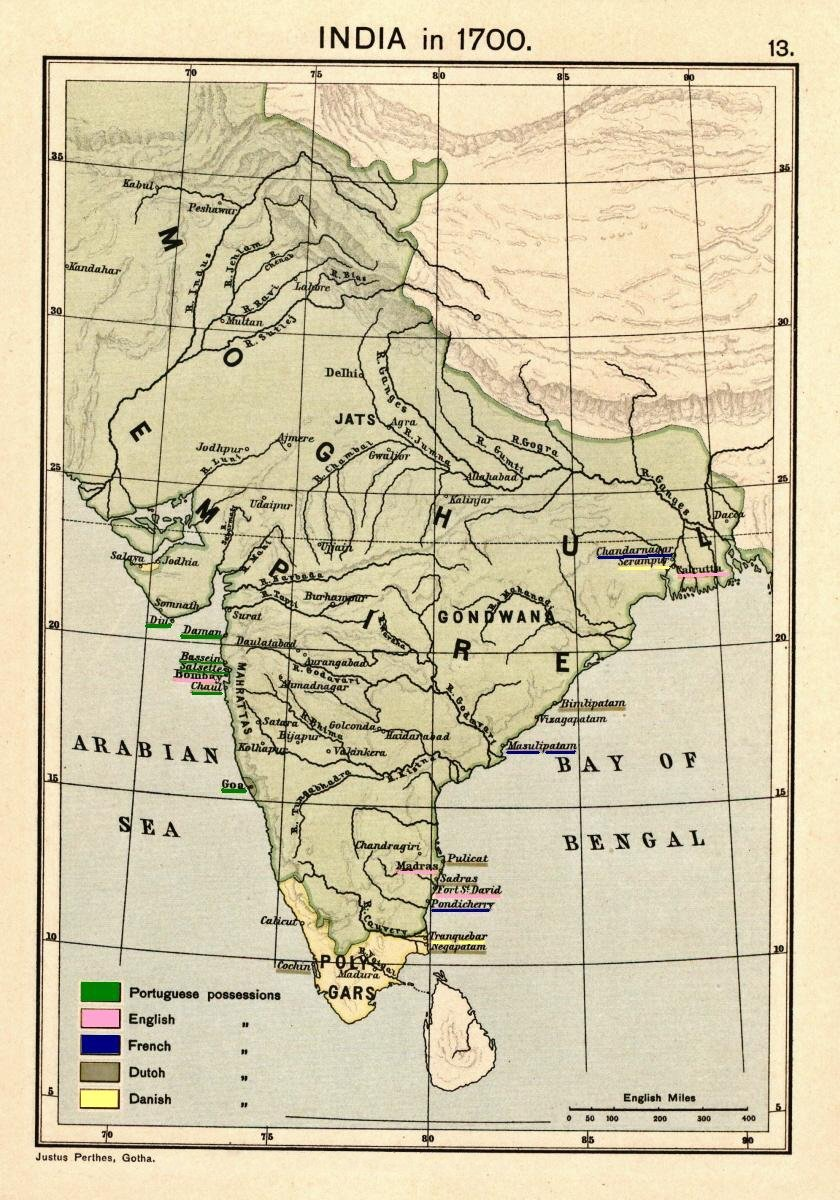
1700年印度次大陸的地圖，青色標示出的部分是莫臥兒帝國領土範圍，還有歐洲諸國在印度開設的貿易站。
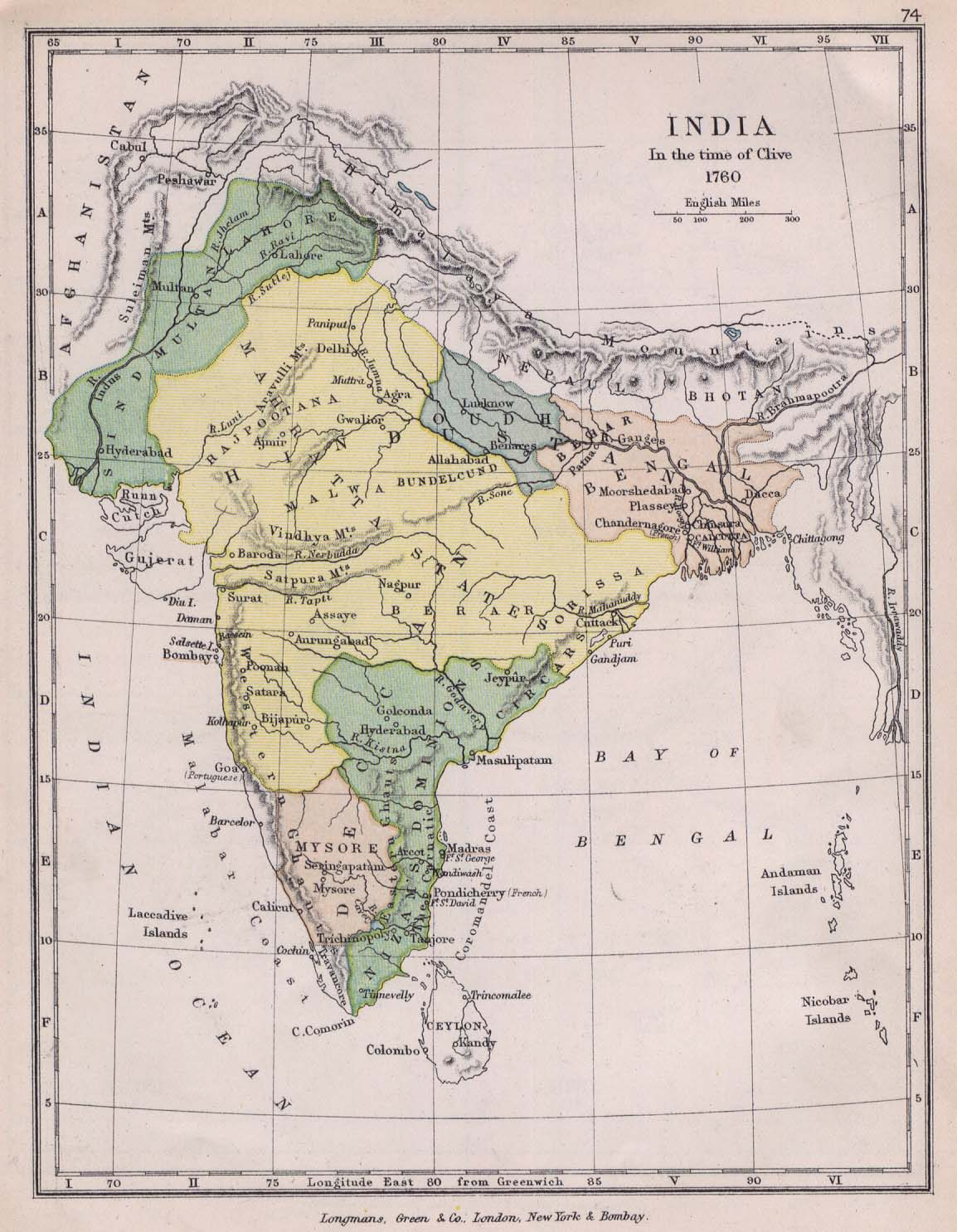
1760年印度次大陸地圖，顯示的是普拉西戰役三年後印度馬拉塔帝國、英東印度公司與印度諸土邦的對峙狀況
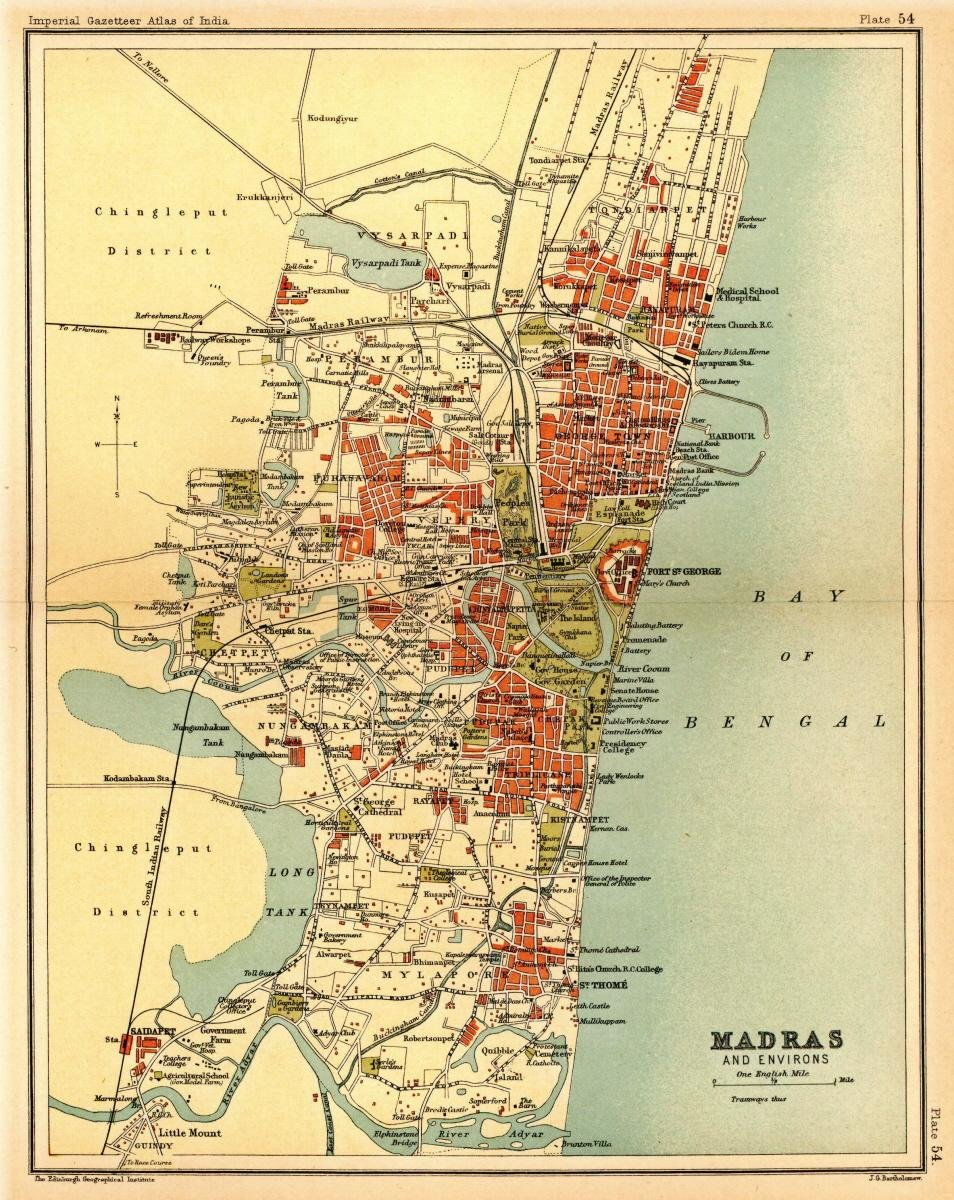
1908年馬德拉斯城地圖，馬德拉斯原名聖喬治堡，於1640年開埠
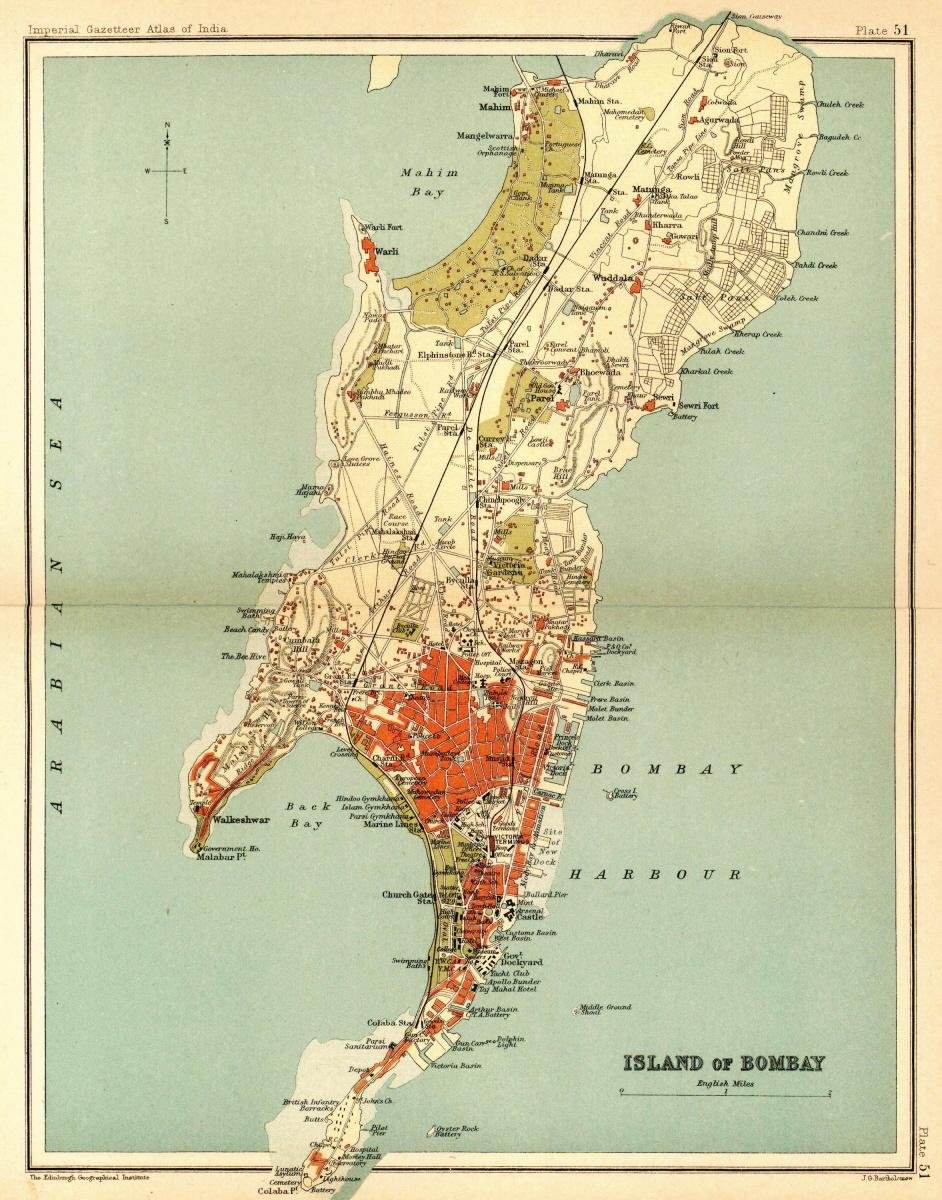
1908年孟買城地圖，孟買原在1684年開埠
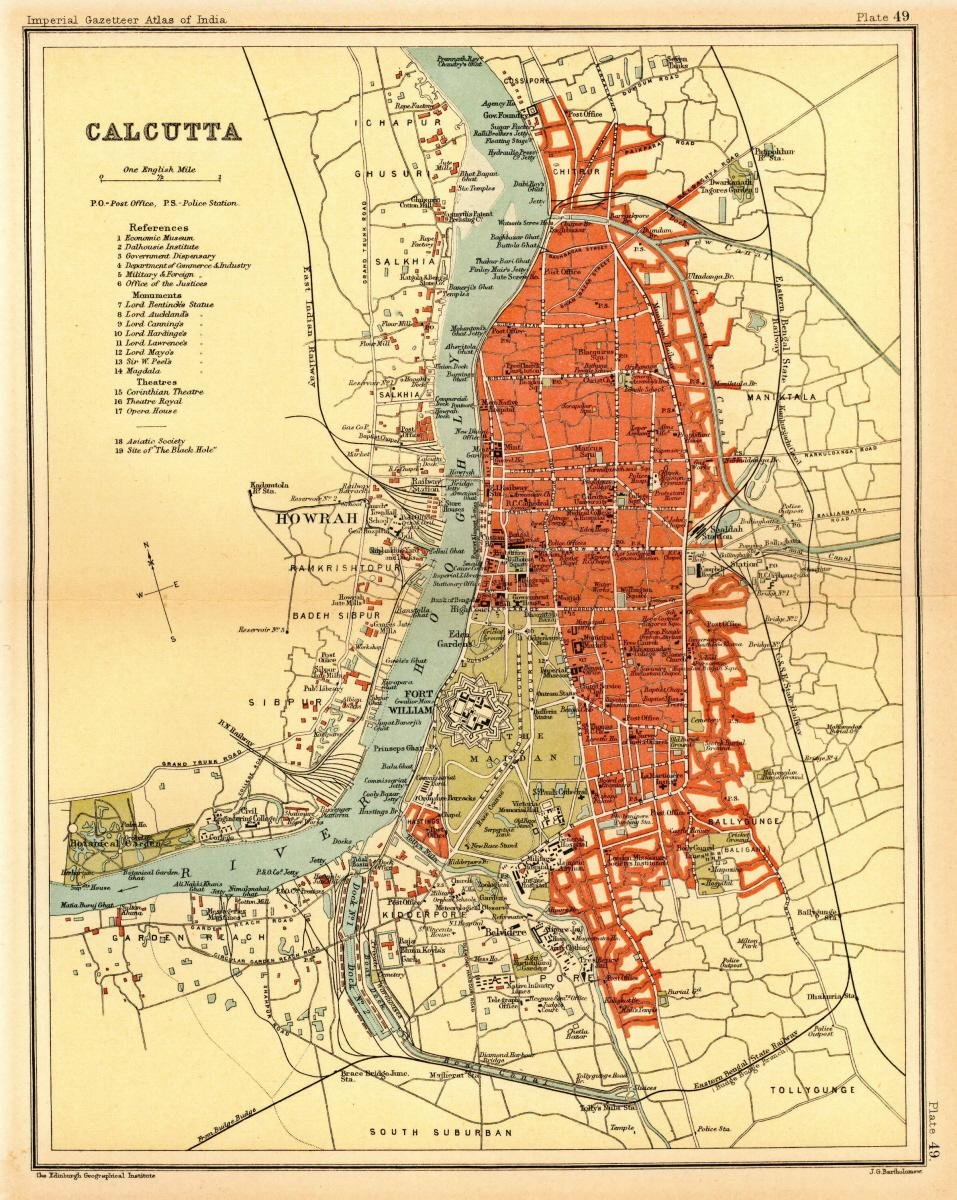
1908年加爾各答城地圖，加爾各答原名威廉堡，於1690年開埠

關於東印度公司征服孟加拉諸土邦的大致經過。1757年，克萊武勛爵在普拉西戰役獲勝後，東印度公司扶持了傀儡君政孟加拉納瓦卜。1764年布克薩爾戰役、1772年、1773年至1785年間，東印度公司先後蠶食孟加拉地區土邦的領土，之後加强了在孟加拉的殖民管理和徵收稅賦，在之後進一步奪取了孟加拉的宗主權，最後將其劃入孟加拉管轄區。
1790年代前後，東印度公司以多次戰役征服南印度東海岸邁索爾王國。1792年，第三次英邁戰爭、1799年，第四次英邁戰爭後，邁索爾王國雖未滅亡，只不過東印度公司已將其領土並入馬德拉斯管轄地管轄下的土邦。

## 英属印度诸省
- 馬德拉斯省（Madras Presidency），成立于1640年。
- 孟买管辖区（Bombay Presidency），1687年东印度公司驻地从苏拉特迁至孟买。
- 孟加拉省（Bengal Presidency），成立于1690年，1830年海峽殖民地檳榔嶼成爲其府治，1832年遷至石叻埠（新加坡），1851年海峽殖民地脫離其管轄。
- 海峽殖民地（Straits Settlement），成立於1826年11月27日，早期由加爾各答政府管轄，1830年檳榔嶼成為孟加拉省的府治，1832年首府遷至石叻埠（新加坡），1851年脫離英屬印度管轄。
- 阿杰米尔-梅尔华拉省（Ajmer-Merwara），成立于1818年。
- 库格省（英语：History of Kodagu）（Coorg），成立于1834年。
- 西北省（North-Western Provinces），成立于1835年。
- 旁遮普省（Punjab），成立于1849年。
- 那格浦尔省（Nagpur Province），成立于1853年。
- 中央省（英语：Central Provinces and Berar）（Central Provinces），1861年自那格浦尔省和萨格尔-纳尔布达属地（英语：Saugor and Nerbudda Territories）（Saugor and Nerbudda）析置。
- 缅甸省（Burma），1862年置省。1937年后英屬緬甸成为独立的殖民地。
- 阿萨姆省（英语：History of Assam）（Assam），1874年自孟加拉省析置。
- 安达曼-尼科巴群岛，1875年置省。
- 俾路支斯坦省，1887年置省。
- 西北边境省，1901年自旁遮普省析置。
- 东孟加拉省（East Bengal），1905年—1912年自孟加拉省析置。
- 比哈尔和奥里萨省（Bihar、Orissa），1912年自孟加拉省析置，初名“比哈尔和奥里萨省”，1935年更名为“比哈尔省”。
- 德里省（英语：History of Delhi）（Delhi），1912年自旁遮普省析置。
- 奥里萨省（Orissa），1935年自比哈尔省析置。
- 亚丁省 (Aden），1932年自孟买省析置。
- 信德省（英语：Sind province (1936-1955)）（Sind province），1935年自孟买省析置。
- 潘特-皮普罗达省（Panth-Piploda），1942年建省，为土邦王公放弃的领地。

## 管辖区城市
管辖区城市（Presidency city）在英属印度共有3个：加尔各答、孟买和马德拉斯。 
它们的管辖区分别称为孟加拉管辖区、孟买管辖区和马德拉斯管辖区。在英国人统治初期，它们在英国东印度公司的直接控制之下；1857年以后，则直接属于维多利亚女王及其继任的英国君主。

## 延伸閱讀
- Bandyopadhyay, Sekhar, , New Delhi and London: Orient Longmans. Pp. xx, 548., 2004, ISBN 8125025960.
- Brown, Judith M., , Oxford and New York: Oxford University Press. Pp. xiii, 474, 1994, ISBN 0198731132.
- Copland, Ian, , Harlow and London: Pearson Longmans. Pp. 160, 2001, ISBN 0582381738
- Judd, Dennis, , Oxford and New York: Oxford University Press. Pp. xiii, 280, 2004, ISBN 0192803581
- Majumdar, R. C.; Raychaudhuri, H. C.; Datta, Kalikinkar, , London: Macmillan and Company Limited. 2nd edition. Pp. xiii, 1122, 7 maps, 5 coloured maps., 1950.
- Markovits, Claude (ed), , Anthem Press. Pp. 607, 2005, ISBN 1843311526.
- Metcalf, Barbara; Metcalf, Thomas R., , Cambridge and New York: Cambridge University Press. Pp. xxxiii, 372, 2006, ISBN 0521682258.
- Peers, Douglas M., , Harlow and London: Pearson Longmans. Pp. xvi, 163, 2006, ISBN 0-582-31738-X.
- Sarkar, Sumit, , Delhi: Macmillan India Ltd. Pp. xiv, 486, 1983, ISBN 0333904257
- Smith, Vincent A., , Oxford: At the Clarendon Press. 2nd edition. Pp. xxiv, 316 (469-784), 1921.
- Spear, Percival, , New Delhi and London: Penguin Books. Pp. 298, 1990, ISBN 0140138366.

## 外部連結
- Mill, James, , London: Baldwin, Cradock, and Joy, 3rd edition, 1826, 1820  [2010-05-28], （原始内容存档于2021-04-14）
- Meyer, Sir W. S.; Burn, Sir R.; Cotton, J. S.; Risley, Sir H. H., , Oxford: at the Clarendon Press, 1908–1931: vol. 1, 1909  [2010-05-28], （原始内容存档于2008-12-16） .
- Statistical abstracts relating to British India, from 1840 to 1920 （页面存档备份，存于） at uchicago.edu
- Digital Colonial Documents（India）Homepage at latrobe.edu.au
- Provinces of British India （页面存档备份，存于） at worldstatesmen.org